# 平井愛子
平井 愛子 （ひらい あいこ、1986年10月10日 - ）は、日本の女優。東京都出身。以前は宝映テレビプロダクションに所属。

## 人物
- 趣味：お菓子作り
- 特技：バレーボール、ボディーボード、バスケットボール、バドミントン、テニス、長距離走。

## 出演

### テレビ
- STAND UP!! 第1話
- はぐれ刑事純情派 第16シリーズ第23話
- 美少女戦士セーラームーン  阿部香奈美役
- 超歴史ミステリーロマン2 戦国 〜英雄を操った女性たち 徹底解明〜 侍女・側室役
- 上を向いて歩こう〜坂本九物語〜
- 相棒-3rd Season- 第11話

### CM
- エスカ名店会

### 舞台
- SHOW ONE'S FEELINGS
- 前進座 ひなっちゃん〜樋口一葉物語〜 美登里役
- 劇団若獅子 月形半平太 歌菊役
- BRAIN WASH〜頭の中が騒ぐのさ〜
- トウキョウラヂヲ
- DEAD LINE

### ラジオ
- NHK-FM FMシアターシリーズ 南アフリカの現代文学『ノーベル賞作家の描く“男と女”〜体力づくり〜

### DVD
- 美少女探偵団R.Y.U. 大江宇美役

### コンサート
- 杉良太郎コンサート2006〜君こそわが命〜